# Viện Hàn lâm Khoa học Litva

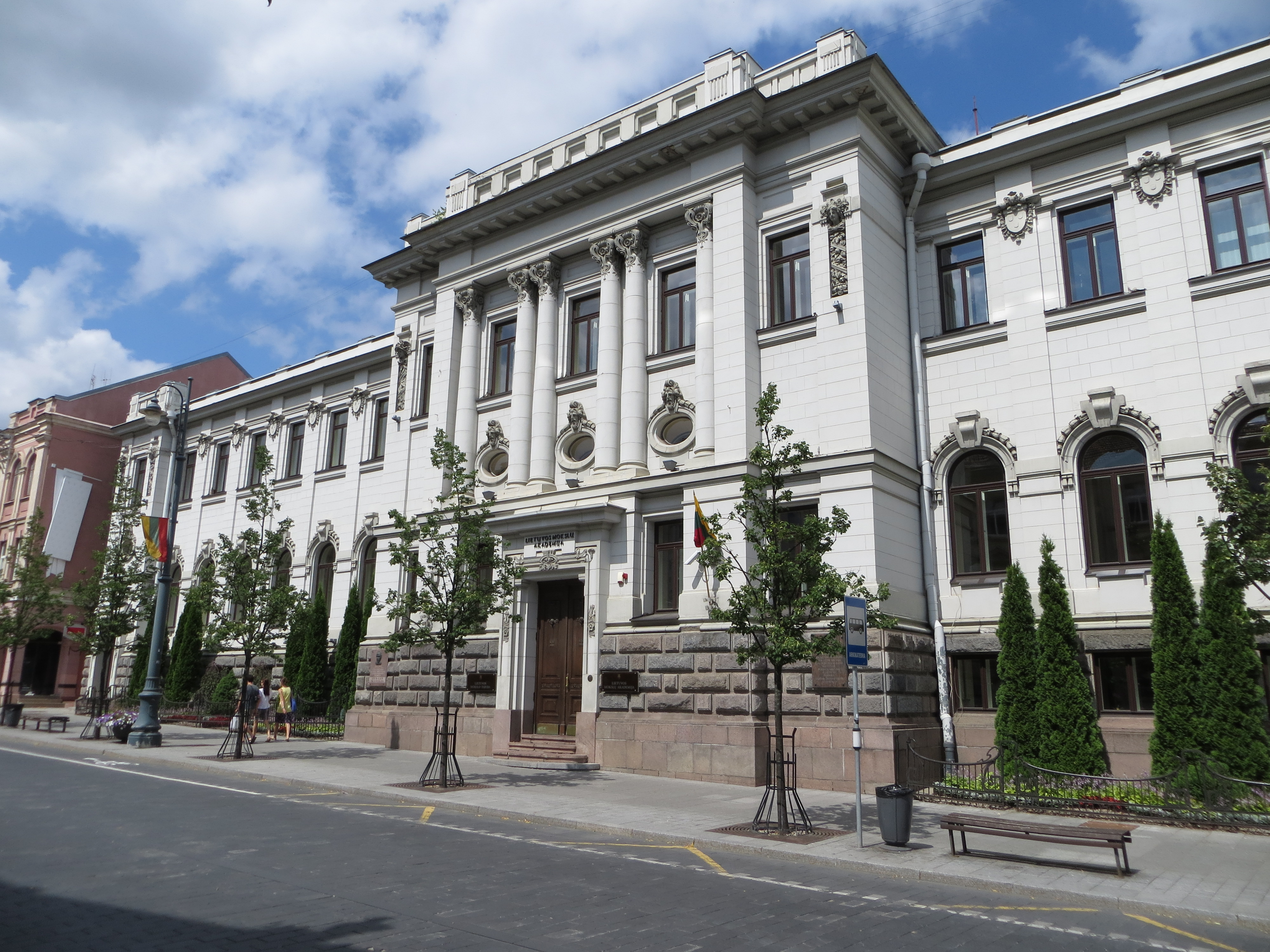
Tòa nhà chính của Viện

Viện Hàn lâm Khoa học Litva (tiếng Litva: Lietuvos mokslų akademija, tiếng Anh: Lithuanian Academy of Sciences), viết tắt trong giao dịch là LAS, là Viện nghiên cứu khoa học đầu ngành của Litva.
Viện thành lập năm 1941 với tên gọi Viện Hàn lâm Khoa học CHXHCN Litva (tiếng Litva: Lietuvos TSR Mokslų akademija, tiếng Anh: Lithuanian SSR Academy of Sciences), với tư cách cơ quan nghiên cứu khoa học tự trị do nhà nước trợ cấp, phục vụ như một cơ quan cố vấn khoa học cho chính phủ SSR Litva.
Năm 1991 sau khi Luật Nghiên cứu và Giáo dục Đại học của Cộng hòa Litva được thông qua, Viện đã được tổ chức lại.